# لو غروين
لو غروين (بالإنجليزية: Lou Groen)‏ هو شخصية أعمال أمريكي، ولد في 8 أغسطس 1917 في سينسيناتي في الولايات المتحدة، وتوفي في 30 مايو 2011.